# Friedrich Stammberger
Friedrich Stammberger (* 13. Mai 1908 in Rauenstein; † 26. März 1978 in Berlin) war ein deutscher Geologe, Antifaschist und Opfer des Stalinismus. 

## Leben
Stammberger war seit 1921 Mitglied im Kommunistischen Jugendverband und seit 1926 Mitglied der KPD. Nach einer Ausbildung zum Schriftsetzer in Gotha war er in verschiedenen der KPD nahestehenden Verlagen und Agenturen als Layouter und auch journalistisch tätig, u. a. beim Internationalen Arbeiter Verlag, bei der Universum-Bücherei und ab 1932 bei Sojusfoto in Berlin, deren Vertretung er leitete. 1933 emigrierte er über Amsterdam und Paris nach Moskau, wo er seine Tätigkeit für Sojusfoto fortsetzte. 
Als Korrespondent der in Prag erscheinenden Arbeiter Illustrierte Zeitung (AIZ) nahm er 1936 an Papanins berühmter Arktisexpedition teil, bei der vermutlich zum ersten Mal Menschen den geographischen Nordpol betraten. 
Im Rahmen der „Großen Säuberung“ wurde Stammberger 1937 verhaftet und zu fünf Jahren Arbeitslager verurteilt, die er in Norilsk verbrachte, wo er als geologischer Prospektor in der Erz-Exploration arbeitete. 1946 wurde er in Norilsk zwangsangesiedelt. Er wurde zunächst zum Geologietechniker im Erzkombinat ausgebildet; 1950 bis 1954 folgte ein Fernstudium der Geologie an der Polytechnischen Universität Tomsk, das er 1954 mit dem Diplom-Ingenieur abschloss. 
1954 kehrte er in die DDR zurück, wo er die Zentrale Vorratskommission für Rohstoffe mit aufbaute und ab 1961 leitete. 1957 lernte er in Berlin Gabriele Haenisch kennen, die Witwe des Kommunisten und Opfers der Großen Säuberung Walter Haenisch, und heiratete sie. 1961 promovierte er an der Bergakademie Freiberg und wurde 1966 Professor. 1978 verstarb Stammberger in Berlin.
Nach seinem Tod 1978 wurde von seiner Witwe Gabriele ein „Friedrich-Stammberger-Preis“ als sein Vermächtnis gestiftet, der seitdem jährlich vergeben wird, zunächst von der Gesellschaft für geologische Wissenschaften der DDR und seit der Wiedervereinigung von der Deutschen Gesellschaft für Geowissenschaften (DGG) mit Sitz in Hannover.
Er erhielt die Serge-von-Bubnoff-Medaille.